# Мартинрода (Ильм-Крайс)
Мартинрода (нем. Martinroda) — община в Германии, в земле Тюрингия.
Входит в состав района Ильм. Подчиняется управлению Гераталь. Население составляет 865 человек (на 31 декабря 2010 года). Занимает площадь 8,27 км².

## Фотографии

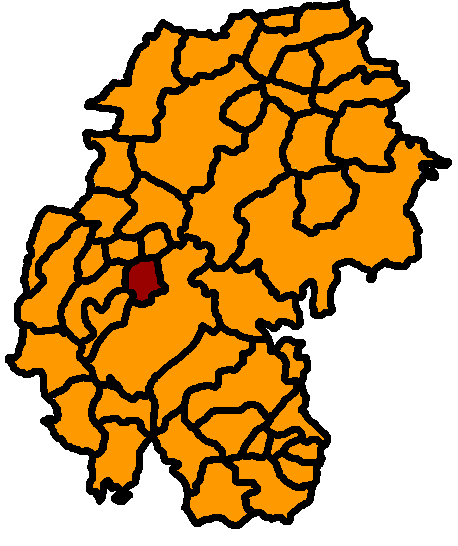
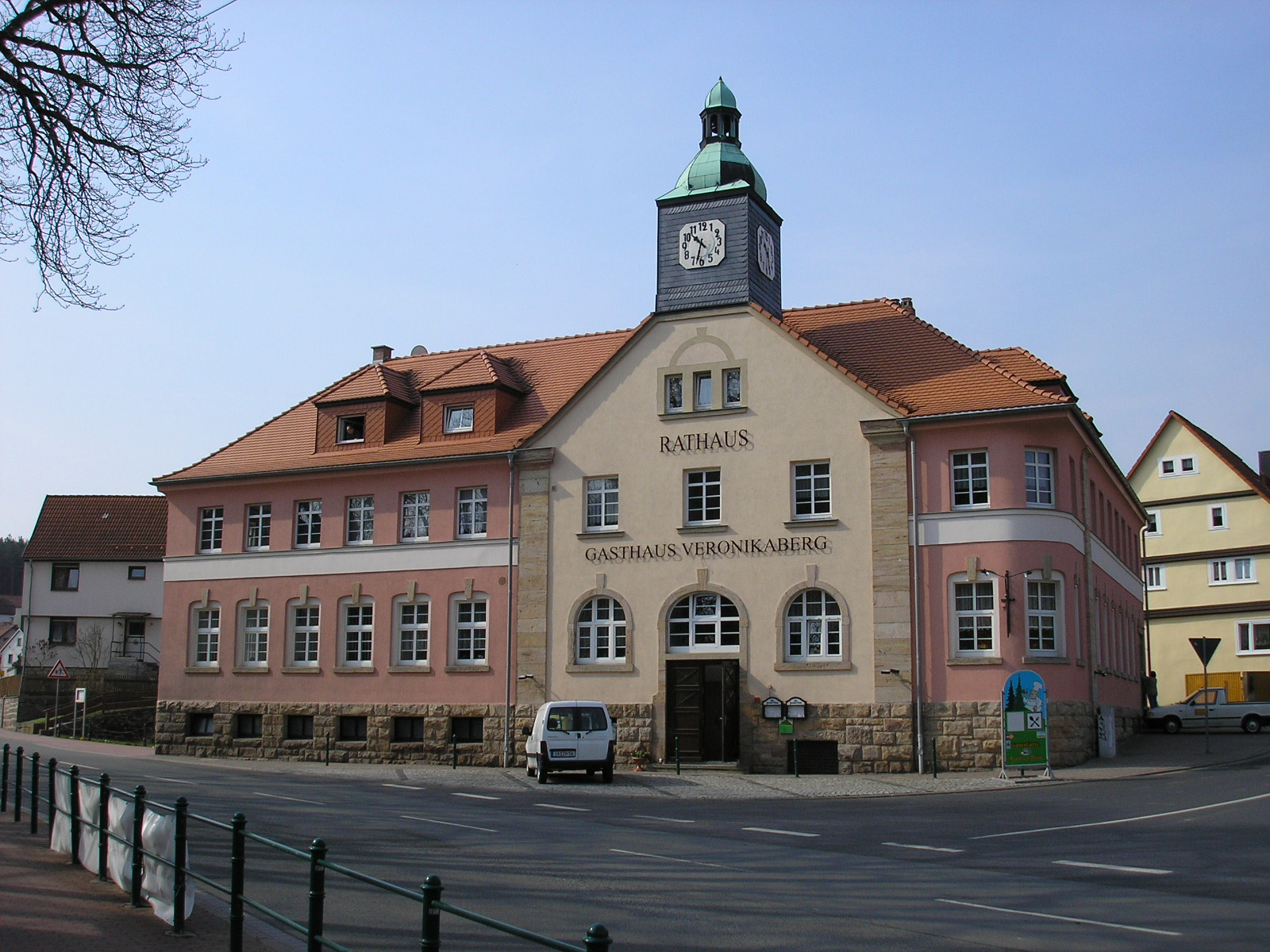
Ратуша
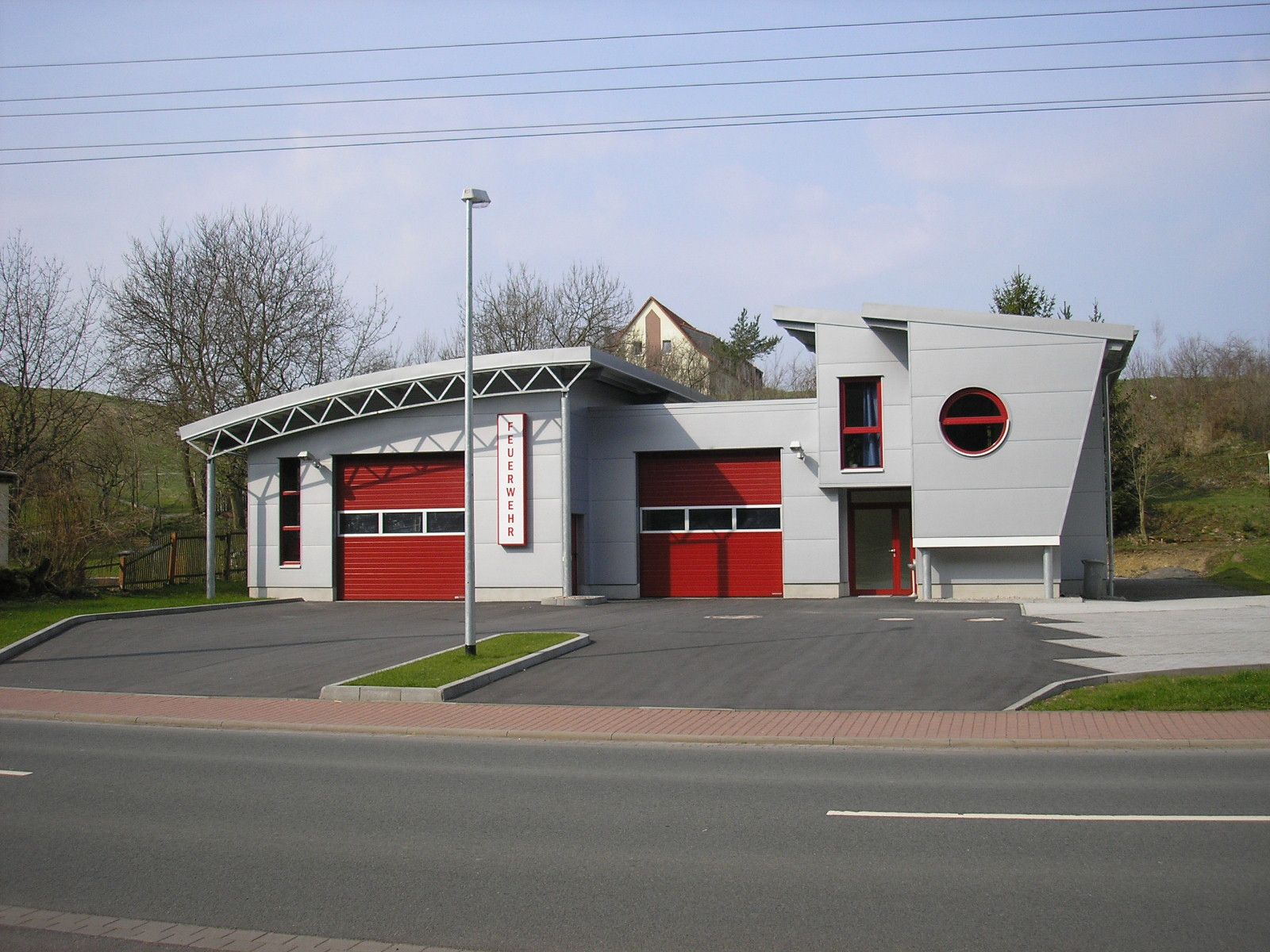
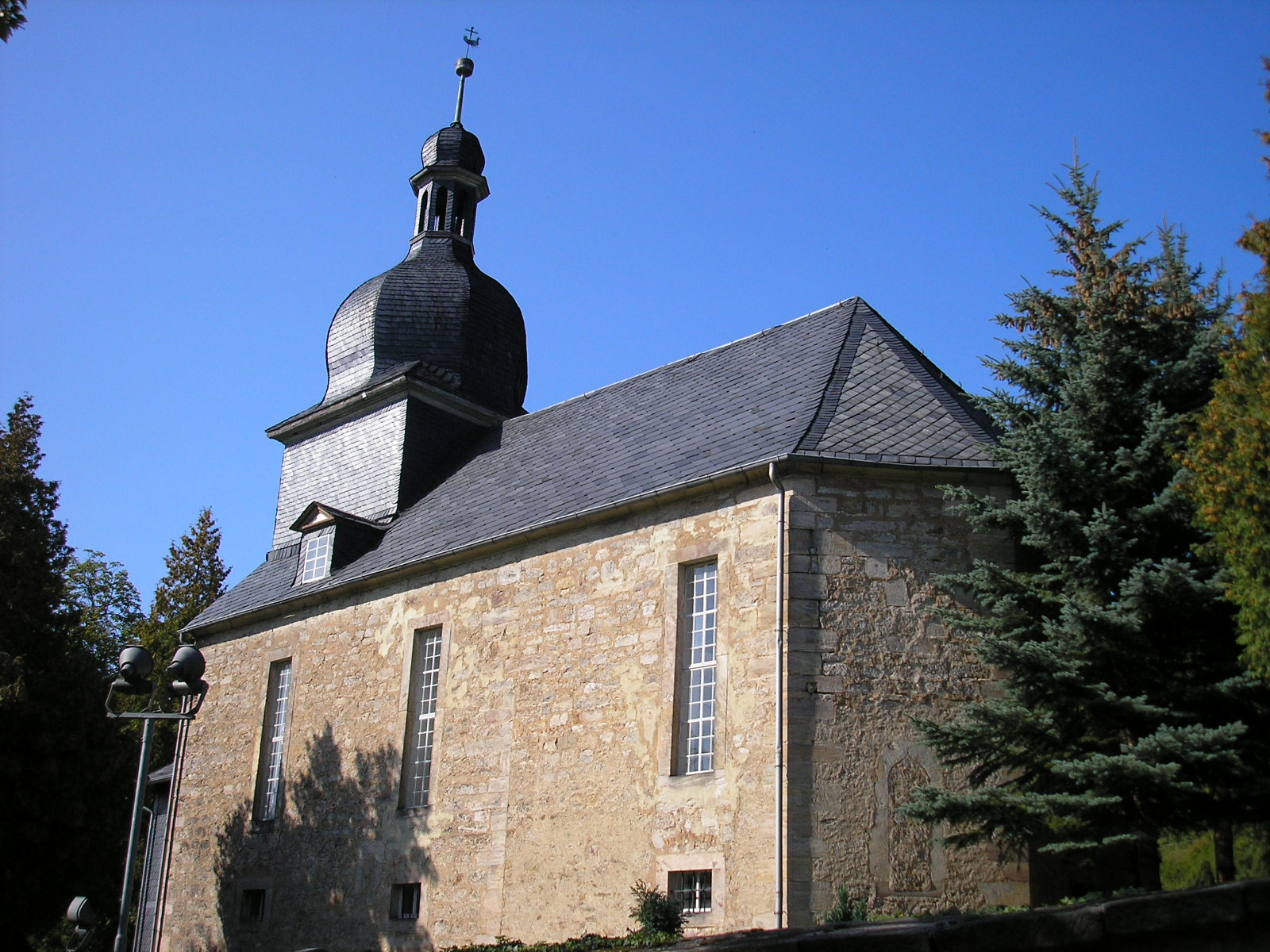